# Емерсон Сантос
Емерсон Раймундо Сантос (порт. Emerson Raymundo Santos нар. 5 квітня 1995, Ітаборай, штат Ріо-де-Жанейро) — бразильський футболіст, захисник клубу «Палмейрас».

## Біографія
Вихованець клубу «Ботафого». З 2014 року став залучатися до основного складу, але дебютував на професійному рівні вже в 2015 році. 30 квітня він вийшов в основному складі виїзного матчу Кубка Бразилії проти «Капаваріано». «Ботафого» виграв з рахунком 2:1. 28 листопада того ж року вперше зіграв в матчі чемпіонату («Ботафого» в тому сезоні виступав у Серії B) проти «Америки Мінейро» (0:0). Таким чином, Емерсон взяв участь в кампанії по поверненню «самотньої зірки» до вищого дивізіону. У Серії A захисник вперше зіграв 22 травня 2016 року, коли «Ботафого» в гостях грав зі «Спорт Ресіфі» (1:1). Емерсон вийшов на заміну в другому таймі.
У серпні 2017 року підписав попередню угоду з «Палмейрасом», і на початку 2018 року стало гравцем клубу з Сан-Паулу. Дебютував за нову команду 4 травня 2018 року, вийшовши на заміну в кінці гостьового матчу Кубка Лібертадорес проти «Альянси Ліми» (3:1). У липні 2018 року був відданий в оренду до кінця 2019 року в «Інтернасьйонал».
У 2020 році повернувся в «Палмейрас», але в переможному чемпіонаті штату Сан-Паулу не зіграв жодного матчу, хоча регулярно потрапляв в заявку. 19 грудня дебютував за клуб в Серії A, коли його команда в Форталезі поступилася однойменному клубу з рахунком 0:2. У розіграші Кубка Лібертадорес 2020 Емерсон Сантос зіграв у шести матчахі допоміг своїй команді виграти цей турнір.

## Досягнення
- Чемпіон штату Сан-Паулу (1): 2020
- Фіналіст Кубка Бразилії (1): 2019
- Володар Кубка Лібертадорес (1): 2020